# Sklavinies

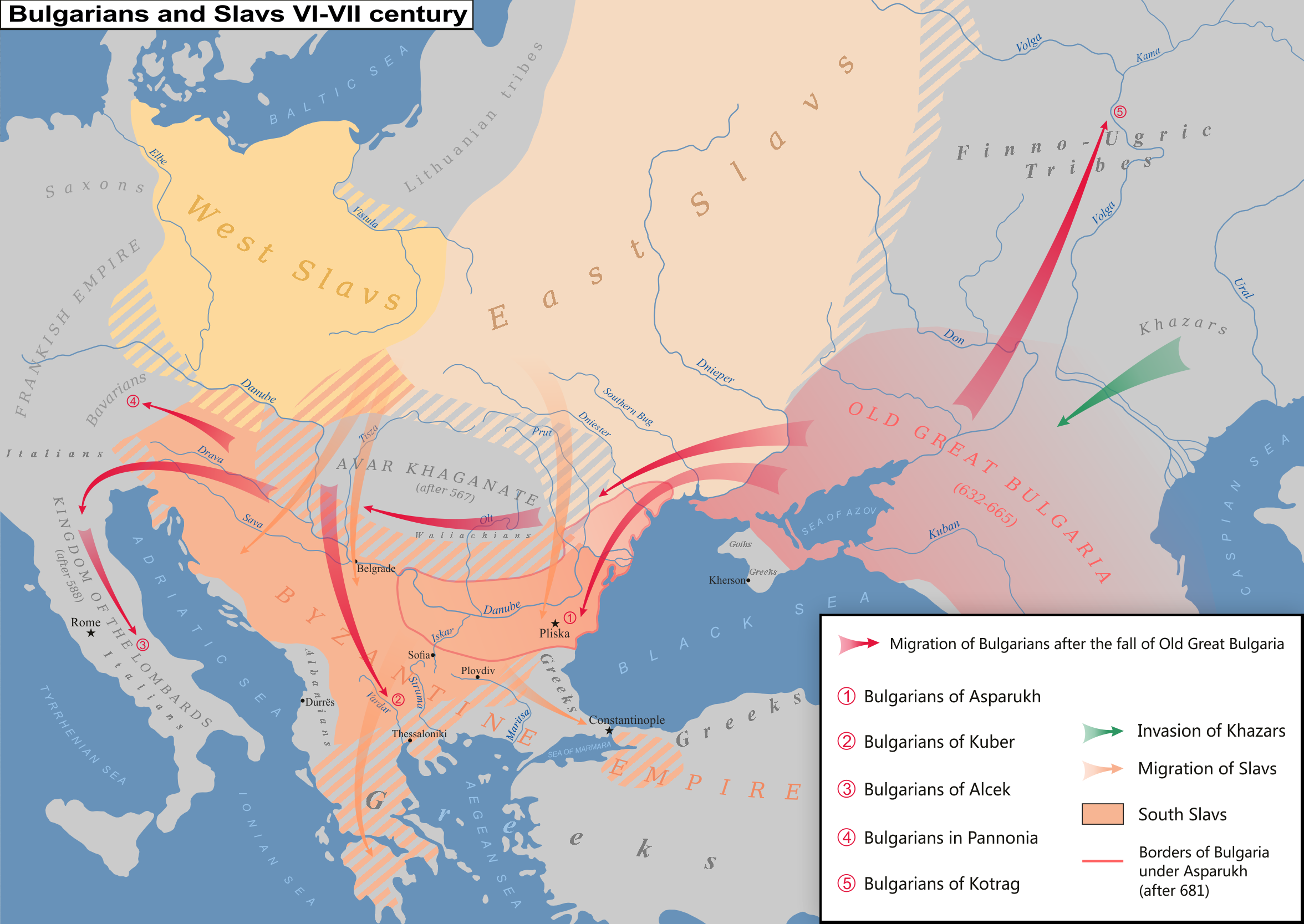
Le peuplement slave et bulgare au VIe siècle / VIIe siècle

Sklavinies ou Sclavinies (grec : Σκλαβινίαι; en latin : Sclaviniae) est un terme grec désignant les communautés villageoises agropastorales regroupant plusieurs familles des premiers Slaves qui envahirent les Balkans et s’y établirent au début du Moyen-Âge, devenant les ancêtres des Slaves du Sud. Leurs peuples, ou Sclavènes, sont mentionnés par les premiers chroniqueurs byzantins comme étant apparus dans l’empire en même temps que les Antes (Slaves de l’Est) auxquels ils étaient apparentés. Au fil des décennies et des siècles la plupart des tribus slaves établies dans l’Empire byzantin acceptèrent sa suzeraineté politique et en assimilèrent la culture, celles de Bulgarie assimilant progressivement leurs conquérants bulgaro-macédoniens. Le terme sera ensuite utilisé de façon générique pour désigner l’ensemble de ces tribus jusqu’à ce que, au Xe siècle, s’affichent progressivement des identités distinctes et que cesse l’utilisation du nom générique.

## Les Sclavènes dans les sources
Procope de Césarée est l’auteur traitant le plus extensivement des Sclavènes et des Antes. Viennent ensuite Jordanès (milieu du VIe siècle), le Pseudo-César (560), Ménandre le Protecteur (milieu du VIe siècle), le Strategikon attribué à l’empereur Maurice (fin du VIe siècle), etc…
Les auteurs byzantins regroupent de façon générale les peuples slaves vivant aux abords de l’empire en deux groupes : les Sclavènes et les Antes. Procope les appelle de ce nom alors que Jordanès et le Pseudo-Maurice parle des Sclaves (en grec : Σκλαβηνοί (Sklabēnoi), Σκλαυηνοί (Sklauēnoi), ou Σκλάβινοι (Sklabinoi) ; en latin : Sclaueni, Sclavi, Sclauini, ou Sthlaueni - Sklaveni). Le terme dérivé « Sclavinie » (en grec, Σκλαβινίαι ; en latin, Sclaviniae) décrit les tribus slaves installées en Macédoine byzantine et dans le Péloponnèse, originellement non soumises à la domination byzantine. À partir de 800, le terme peut aussi se référer à des établissements de colons mobiles (stratiotes) engagés dans l’armée byzantine qui s’établirent sur le territoire de l’empire. De telles colonies de peuplement apparurent dans le Péloponnèse, l’Asie mineure et l’Italie.

## Histoire

### AuVIesiècle

Carte des Balkans au VI.

Procope de Césarée, écrivain byzantin contemporain de Justinien Ier, rapporte l’existence, au nord du Danube aux Ve siècle et VIe siècle, de différentes tribus, divisées en deux groupes, les Sclavènes et les Antes : « Les Antes et les Sklavènes ont eu un seul nom dans un passé lointain, car ils étaient tous appelés Spori dans les temps anciens ». Ceci est confirmé par Jordanès qui écrit que les trois ethnonymes, les Veneti, Sclavenes et Antes, étaient un seul et même peuple. Selon l’historien bulgare V. Zlatarski, les Sclavènes, lors de leur migration vers l’ouest, seraient les ancêtres du groupe sociolinguistique des Bosniaques. En revanche, les Serbes et les Croates, issus de tribus sclavènes distinctes, auraient fait leur apparition lors de la seconde migration des Sclavènes, en provenance de la Serbie blanche et de la Croatie blanche. Ces groupes se seraient ensuite identifiés sous les noms de “Serbes” et “Croates” à une époque ultérieure. Les Bosniaques, quant à eux, ne se rattachaient pas à ces dénominations, mais formaient une entité séparée au sein des populations slaves du Sud. Pour ce qui est des Antes, ils seraient les ancêtres du groupe bulgaro-macédonien. La première mention d’un raid au sud du Danube est rapportée par Procope de Césarée qui décrit une attaque des Antes vers 518, lesquels « vivaient près des Sclavènes », avec qui ils pouvaient à l’occasion en venir aux prises. Ils pillèrent alors la Thrace et la Macédoine avant d’atteindre Corinthe lors d’un raid en 539-540. Procope ajoute que des Sclavènes sont établis en Thrace au milieu du Ve siècle près de villes byzantines, ce qui suggère que déjà un certain nombre d’entre eux avaient abandonné la pratique de simples raids pour se fixer dans la région du nord-est des Balkans ; il confirme la chose en donnant le nom d’origine slave de certains de ces établissements le long des vallées de la Morave et de la Timok.
Les Sclavènes ravagent l'empire byzantin en 545-546 (Thrace), en 548 (Dyrrachium, Illyricum), en 550 (Thrace, Illyricum), 551 (Illyricum). Le caractère guerrier de ces tribus devait pousser l’empereur Justinien Ier (r. 527 - 565) à les utiliser à la fois pour la protection de la frontière intérieure sur le Danube contre les Ostrogoths et en Italie où il envoya en 537 une unité de cavalerie formée de 1 600 soldats à la rescousse de Bélisaire,. Toujours selon Procope, dans les mêmes années, soit entre 532 et 545, Antes et Sclavènes en vinrent aux mains dans un conflit provoqué ou utilisé par Justinien pour les diviser, conflit qui se termina vers 545 par une victoire sclavène,. La même année, les Antes concluent un traité avec Rome pendant que les Sclavènes s’engagent plus profondément en territoire byzantin.
À l’été 550, les Sclavènes atteignirent Niš ; toutefois, leur tentative pour s’emparer de Thessalonique devait échouer à l’arrivée du général Germanus, cousin de l’empereur. Ils se dirigèrent alors vers la Dalmatie qu’ils pillèrent avant de retourner chez eux avec un grand butin.
Leur arrivée en masse dans les Balkans devait se faire à la fin de la décennie 570 et au début de celle de 580 coïncidant avec l’arrivée des Avars, peuple turc nomade qui, ayant été défaits chez eux, migraient vers l’ouest soumettant sur leur passage les tribus vivant au nord de la mer d’Azov et de la mer Noire, puis de défaire les Antes et autres groupes bulgares. Ils devaient apparaitre au nord du Danube entre les années 550 et le milieu des années 560, s’établissant entre le coude du Danube et la rivière Tisza. En 558, ils réussirent à défaire les Antes entre le Dniepr et le Dniestr près de la mer Noire, à la suite de quoi ils décidèrent de s’allier aux Sclavènes.
Le terme « s’allier » ne doit pas faire allusion. Excellents soldats, dotés d’une excellente organisation, commandés par un chef suprême portant le titre de kaghan, les Avars maintenant établis à l’ouest des différentes colonies de peuplement sclavènes n’eurent aucune difficulté à s’imposer à elles, toujours divisées en clans et ne reconnaissant aucune autorité supérieure. Les Slaves commencèrent à secouer le joug avar à partir de 623 (révolte des Wendes dirigés par Samo), contribuant ainsi au début du déclin des Avars. Cependant certains choisirent de s’enrôler dans les troupes Avars ; d’autres enfin pour éviter d’être soumis aux Avars ou de leur payer tribut préférèrent émigrer au sud du Danube où leur installation graduelle n’avait jusqu’alors nullement menacé le caractère « romain » (entendre byzantin) de la région.
Dans les années 580, les raids s’intensifièrent ; en 586, ils razzièrent l’Attique, l’Épire, et l’ouest du Péloponnèse, délaissant la partie est montagneuse et inaccessible. La même année, près de 10 000 Slaves menacèrent Thessalonique. Leur entreprise fut facilitée par le fait que les Byzantins étaient pleinement occupés à l’époque à lutter contre les Perses. Ce n’est qu’en 591, après la bataille de Blarathon qui permit à Khosro de reprendre son trône et de sceller une alliance avec l’empereur Maurice (r. 582-602) que ce dernier put transférer ses troupes vers le nord et tenter à partir de 591 de mettre un frein aux invasions avars et slaves. En 599 et 601, les Byzantins causèrent d'importants dommages aux Avars et aux Gépides et, en 602, les Slaves furent lourdement vaincus en Valachie. Toutefois un putsch militaire devait renverser Maurice en 602 et son successeur, Phocas (r. 602-610) abandonna tout espoir de continuer la lutte contre les Avars après avoir dû rediriger ses forces armées vers l’Asie où Khosro avait repris la guerre pour venger son allié et ami, Maurice.
Bien organisés, contrairement aux Sclavènes, les Avars purent assiéger des villes qui tombèrent entre leurs mains et entre celles des Sclavènes qui s’étaient joints à eux. En 582, ils purent ainsi s’emparer de Sirmium (aujourd’hui Sremska Mitrovica), l’une des principales places fortes des Balkans sur la frontière, ce qui ouvrit toutes grandes les portes à une émigration massive de Sclavènes. Jean d’Éphèse, évêque monophysite de l’époque, décrit ainsi leur arrivée : « Trois ans après la mort de Justin II, sous Tibère [i.e. 581] la nation maudite des Slaves se mit en campagne, envahissant toute l’Hellas, les provinces de Thessalie et toute la Thrace, s’emparant de plusieurs villes et forteresses, brulant et pillant tout sur leur passage, conquérant l’ensemble du pays. Et ils s’établirent là en toute liberté et sans crainte comme si le pays leur appartenait. Ceci dura pendant quatre ans et jusqu’à aujourd’hui parce que l’empereur devait combattre les Perses et que les armées étaient en Orient ».
Nombre de sources donnent ainsi la première moitié de la décennie 580 comme marquant le début effectif de l’installation des Slaves en Grèce. Par ailleurs les Miracles de saint Demetrios indiquent que dès la deuxième moitié de la même décennie, de nombreuses colonies de peuplement slave existaient dans les environs de Thessalonique, si bien que « cette ville était virtuellement devenue un ilot romain (c.à.d. byzantin) dans une mer slave ».

### AuVIIesiècle

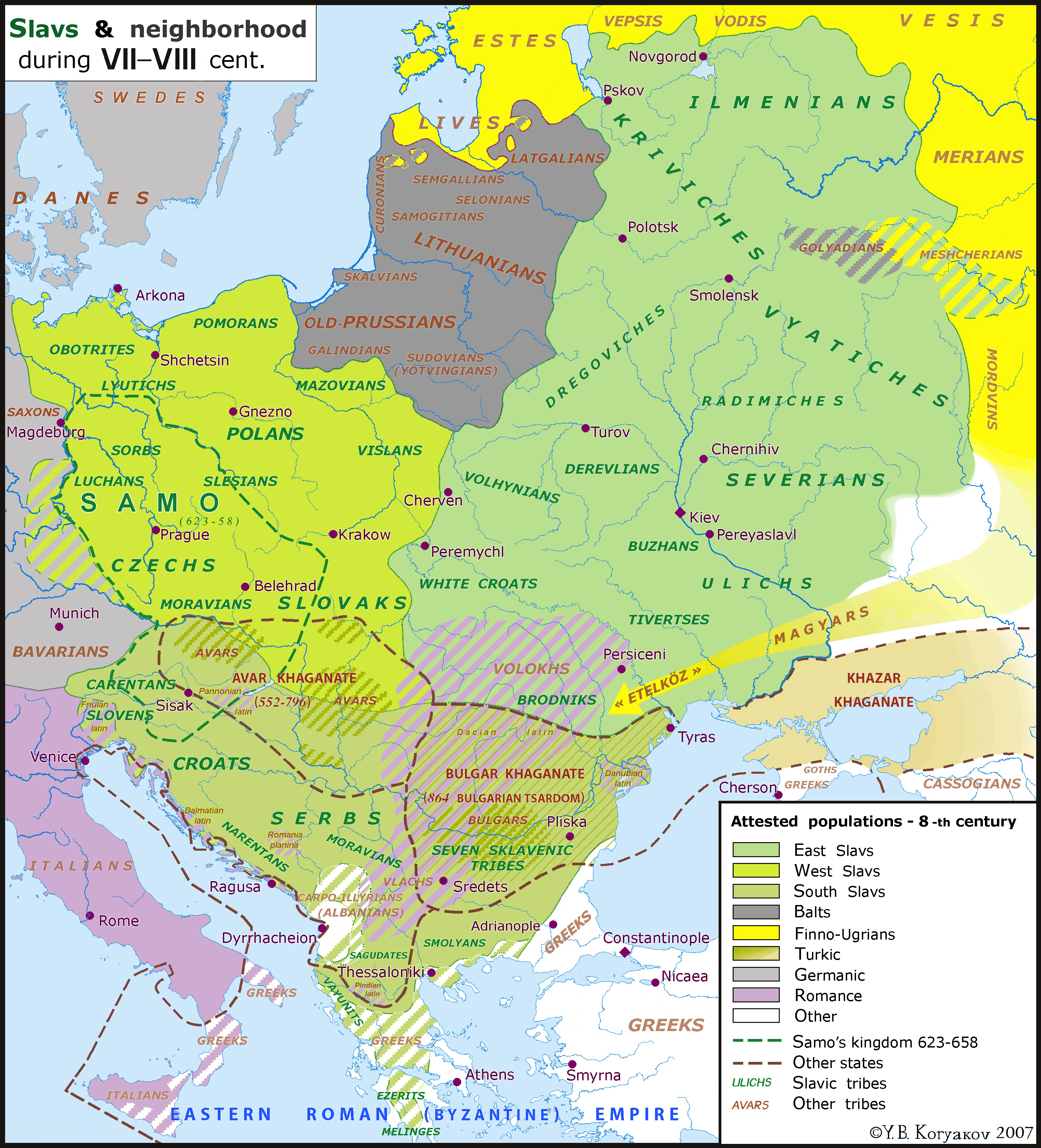
Les peuples slaves et leurs voisins aux, une distribution conforme aux sources primaires d’époque (comme la Chronique des temps passés) mais contestée aux en raison des réécritures nationalistes et protochronistes de l'histoire, dominantes dans les sources secondaires.

La guerre de l’empereur Phocas contre la Perse s’étendit sur une vingtaine d’années, soit de 602 à 628. Pendant ce temps la frontière le long du Danube et de la Save que Maurice avait réussi à stabiliser s’effondra et les Balkans furent à nouveau ouverts aux raids slaves et à l’établissement de nouvelles colonies de peuplement, ces dernières se concentrant surtout dans ce qui est maintenant la Bulgarie, la Serbie, la Macédoine et une partie de la Grèce alors que les Avars concentraient leur activité sur les territoires plus à l’ouest (Ouest de la Bosnie d’aujourd’hui, Croatie et Dalmatie).
Les invasions devaient gagner en fréquence et en intensité au cours de la deuxième décennie du VIIe siècle. Les Slaves dont la population avait considérablement augmenté en Bulgarie et en Serbie pénétrèrent alors en Macédoine et atteignirent la mer Égée. Ils pénétrèrent également en Thessalie et ravagèrent à l’occasion la Thrace où ils établirent quelques colonies tout en poussant leurs incursions dans les iles grecques. Si bien que durant le règne d’Héraclius (r. 610-641) l’ensemble des Balkans fut considéré comme une « Sklavinia » habitée et contrôlée par les Slaves .
Thessalonique, qui avait déjà fait l’objet d’un siège par les Avars et les Sclavènes fut à nouveau la cible de leurs efforts en 615 lorsqu’une coalition de tribus slaves réunies sous le commandement de l’un de leurs chefs, Chatzon, attaqua la ville sans résultat. Après cet échec, les Slaves firent appel aux Avars, promettant à leur khagan le butin de cette ville immensément riche. Il fallut quelques mois aux Avars pour réunir leurs forces et venir assiéger la ville en 617/618. Surpris par cette attaque, l’empereur Héraclius, tout à sa guerre contre les Perses s’avéra incapable d’envoyer de l’aide. Le siège se poursuivit pendant trente-trois jours; finalement le khagan se résolut à négocier un accord avec les Thessaloniciens. Il leva le siège moyennant un tribut en or après avoir rasé les églises des environs; les Slaves pour leur part vendirent leurs captifs aux Thessaloniciens,.
Avars et Slaves devaient à nouveau unir leurs forces en 626 et s’allier aux Perses pour assiéger Constantinople. Au cours de ce siège, les Sclavènes utilisèrent leurs pirogues monoxyles pour transporter quelque trois mille Perses de l’autre côté du Bosphore en accord avec la promesse que le khagan des Avars avait faite à ces derniers,.
D’après l’historien bulgare Zlatarski, c’est à cette époque que Serbes et Croates commencèrent à se différencier des Sclavènes dont ils étaient issus. Ils font leur apparition sous leurs propres noms lors d’une nouvelle vague d’immigration qui aurait eu lieu sous le règne d’Héraclius selon le De Administrando Imperio de Constantin VII,,.
Au début de son récit (chap. 29), Constantin VII emploi quelques fois le terme « Slave », quelques fois le terme « Avar » et, en certaines occasions, l’un et l’autre comme s’ils étaient synonymes. Selon l’empereur, avant leur migration les deux peuples étaient voisins, les Croates habitant « en Turquie » (la Hongrie d’aujourd’hui) (chap. 31), les Serbes « au-delà » de la Turquie (chap. 32). Après avoir mentionné comment les Avars ayant traversé le Danube occupèrent la Dalmatie alors beaucoup plus grande qu’aujourd’hui  puisqu’elle s’étendait jusqu’à l’ouest de la Bosnie (chap. 30), il explique comment les deux peuples demandèrent à l’empereur (Héraclius) la permission de s’installer dans l’empire. L’empereur accueillit favorablement leur demande, permettant aux Croates de s’installer en Dalmatie, maintenant occupée par les Avars, et aux Serbes dans la province de Thessalonique. Toutefois, ces derniers, peu après leur arrivée, décidèrent de retourner au-delà du Danube; s’y étant ravisés, ils obtinrent la permission de s’installer dans la région de la Serbie et de l’actuel Monténégro qui avaient été ruinées par les Avars.
Petit-fils d’Héraclius, Constant II (r. 641 – 668) arrivé au pouvoir après le bref règne de son père Constantin III (r. fév.-mai 641), profita de la guerre civile qui secouait les Arabes à la même époque pour signer en 659 une paix avantageuse avec Muʿawiya ce qui lui permit de se tourner vers les Balkans pour y rétablir la souveraineté byzantine. En 658, il remporta une victoire importante contre les Sclavinies. L'Empire byzantin retrouva alors le contrôle d'une grande partie de la Macédoine. Dans le même temps, Constant entreprit une politique de colonisation en transplantant des Slaves en Asie Mineure tandis que d'autres s'engageaient dans l'armée byzantine. De ces colons  transplantés de force, 5 000 se joignirent en 664-665 aux forces de Abdulreman ibn Khalid dans ses campagnes contre les Byzantins en Anatolie.
Vers 675, le chef d’une sclavinie de Macédoine du nom de Perbundos fut fait prisonnier par les Byzantins en raison de son attitude hostile à l’empire et transporté à Constantinople. Il réussit toutefois à s’enfuir, fut à nouveau capturé et exécuté. Ceci devait être le signal d’une révolte de différentes tribus slaves de Macédoine qui vinrent mettre le siège devant Thessalonique, siège qui devait durer deux ans (676-678),. Devant faire face au siège de Constantinople par les Arabes et aux invasions des Lombards en Italie, l’empereur ne put envoyer d’aide immédiatement.
Après avoir réussi à défaire les Arabes, Constantin IV (r. 669-685) put envoyer son armée à travers la Thrace contre les Slaves. La principale cible de cette expédition était les Strymonitai, qui furent défaits; même les sclavinies établies près de Thessalonique durent être abandonnées, les gens fuyant vers l’intérieur. Les Slaves durent alors demander la paix, mais on en ignore les conditions. Poursuivant la lutte, son successeur Justinien II (r. 685 – 695; 705 – 711) après une grande campagne militaire en 688-689 put entrer à Thessalonique, obligeant les tribus slaves à reconnaitre la suzeraineté byzantine. Continuant la politique de Constant II, il devait ramener quelque 30 000 d’entre eux pour les établir comme stratiotes dans les territoires de Bithynie ravagés par les Arabes. Parmi eux, il recruta un corps militaire spécial avec lequel il reprit la guerre contre les Arabes. Toutefois ceux-ci, sous le commandement de leur chef Neboulos firent défection au cours de la bataille de Sébastopolis et passèrent du côté arabe causant la défaite de Justinien en 692.

### AuVIIIesiècle
Arrivés dans le nord-est de la Bulgarie d’aujourd’hui dans les années 670, les Bulgares avaient progressé vers le sud-ouest en conquérant des territoires appartenant à diverses tribus slaves. Les affrontements entre Byzantins et Bulgares commencèrent lorsque ces derniers franchirent le Danube pour pénétrer dans l’Empire byzantin. Constantin IV (r. 668 – 684) tenta de s’opposer à leur intrusion mais fut défait et dut, en 681, reconnaitre l’État bulgare. Les affrontements devaient continuer au siècle suivant, les populations slaves aux frontières entre la Bulgarie et l’Empire byzantin, prises entre les deux empires, faisant les frais des neuf guerres que l’empereur Constantin V (r. 741-765) livra contre la Bulgarie. Il est à noter que depuis l’épidémie de peste de 745-747, on ne trouvait plus aucune trace d’occupation byzantine à travers le Péloponnèse si bien qu’au témoignage de Constantin VII, le Péloponnèse constituait au milieu du VIIIe siècle un « pays slave et barbare » ,.
En 759, une expédition est organisée contre les Slaves de Macédoine, dont une partie du territoire est conquis. L’année suivante, une campagne de grande ampleur a lieu contre le khanat bulgare qui se termine par une trêve, l’empereur devant utiliser son armée contre les Arabes qui avaient envahi le territoire du thème des Arméniaques. Peu après l’accession au trône du khan Teletz (r. 762-765), plus de 200 000 Slaves auraient fui en territoire byzantin, d’où l’empereur les relocalisa en Bithynie comme l’avaient fait ses prédécesseurs, provoquant un accroissement important de la population slave dans les thèmes d’Asie mineure ,,. Le khan Telerig (r. 768-777) voulant en 774 recoloniser les territoires désertés envoya une armée de douze mille hommes s’emparer de la région de Berzétie en Macédoine et transplanter les habitants des « sclavinies » et des « valachies » vers la Bulgarie. Ayant eu vent de cette invasion, le prince serbe Višeslav qui devait fonder la première dynastie serbe en fit part à l’empereur Constantin V. Les Bulgares furent défaits lors de la bataille de Lithosoria en octobre 773.
Constantin V mourut alors qu’il revenait d’une expédition en Bulgarie le 14 septembre 775. Si ces guerres permirent d’affirmer la supériorité militaire byzantine, elles eurent probablement aussi pour effet de rallier les Slaves qui en étaient constamment victimes aux Bulgares et d’unir les deux groupes contre les Byzantins. L’impératrice Irène(régente 780-797; impératrice 797-802) entreprit en 783 une grande campagne contre les Slaves et envoya le général Staurakios qui les attaqua d’abord près de Thessalonique avant de se diriger vers le sud par la Thessalie et d’arriver au Péloponnèse maintenant abandonné par les Byzantins, les forçant à reconnaitre la souveraineté de Constantinople et à lui payer tribut ,. Chemin faisant il fit nombre de prisonniers qu’il ramena dans la capitale où il fut autorisé à faire un triomphe à l’hippodrome en 784,.
Un sentiment de vengeance devait perdurer chez les Slaves, car en 799, les Slaves de Grèce, sous la conduite d’Akameros, archonte des Velzites (ou Belegezites), une sclavinie de Grèce centrale, s’associèrent à une conspiration qui échoua contre Irène en faveur des fils de Constantin V. Au commencement du siècle suivant, les Slaves du Péloponnèse devaient lancer une insurrection de grande envergure durant laquelle ils pillèrent les biens de leurs voisins grecs, mais furent arrêtés en 805 devant Patras où malgré un siège rigoureux, ils furent défaits,. Cette défaite marquait une importante étape de la regrécisation de la Grèce méridionale et fut considérée dans la Chronique de Monemvasia comme la restauration de la domination byzantine dans le Péloponnèse après deux siècles de domination slave,.

### Mœurs et coutumes

Carte du Péloponnèse au Moyen Âge.

La plupart des sources byzantines mettent l’accent sur l’esprit d’indépendance des Slaves tant au sein des différentes tribus qu’entre celles-ci.
La description la plus complète que nous ayons est sans doute celle de Procope qui dit que les Slaves vivaient dans de pauvres huttes éloignées les unes des autres et qu’ils se déplaçaient fréquemment. Ils étaient individualistes et libres (c.a.d. ne reconnaissaient aucune autorité). Ils n’étaient pas gouvernés par des chefs, mais tenaient des assemblées pour prendre les grandes décisions. Ils allaient à la guerre à pied avec des lances et des arcs, leur seule armure étant un bouclier. S’ils faisaient des captifs, ils ne les gardaient pas longtemps, soit qu’ils les libéraient après paiement d’une rançon, soit qu’ils les laissaient s’installer à leur gré au sein de leur communauté. Ils vivaient dans les bois ou près des rivières et marécages d’où ils pouvaient s’échapper en respirant sous l’eau. Ils utilisaient des tactiques de guérilla et se spécialisaient dans les embuscades .
De même le Stratégikon attribué à l’empereur Maurice souligne qu’ils vivaient sans reconnaitre d’autorité et que leurs clans vivaient en hostilité les uns avec les autres. À la guerre, ils ne reconnaissaient aucune hiérarchie militaire, se donnant des chefs lors de conflit, lesquels agissaient indépendamment les uns des autres. Aussi, s’il était facile de semer la discorde et de jouer les uns contre les autres, une entente avec une tribu n’avait aucune valeur auprès des autres et une victoire sur une tribu ne signifiait nullement une victoire sur l’ensemble des Sclavènes.
Agriculteurs, pasteurs et artisans, les Sclavènes commerçaient probablement avec les populations grecques des villes et, sauf lors d’insurrections, vivaient en bonne intelligence avec celles-ci,. De plus, ils n’occupèrent jamais l’ensemble de l’intérieur du Péloponnèse, ni n’éliminèrent la population grecque qui s’y trouvait. Des villages grecs continuèrent à exister, se gouvernant de façon indépendante ou payant tribut à leurs voisins. Il est également probable que certains villages aient été mixtes et que le processus d’hellénisation des Slaves ait commencé avant de faire l’objet d’une politique impériale.
Ce processus se fit graduellement, entre autres par l’instauration à partir d’Héraclius du système des thèmes par lequel les provinces administratives étaient placées sous le commandement d’un gouverneur (strategos) faisant fonction d’officier militaire/civil et disposant d’un corps d’armée. Le premier de ces thèmes fut celui de Thrace, région voisine de Constantinople, mentionnée dans une lettre de Justinien II datant de 687; ses frontières ne sont pas connues, pas plus que celle du deuxième thème, créé probablement entre 687 et 695, et appelé « Helladikoi » (litt : des Grecs). Selon Ostrogorsky, il aurait été situé dans l’est de la Grèce centrale et, d’après la plupart des spécialistes, aurait inclus une grande partie du nord de la Thessalie . L’autorité de ces gouverneurs sur les colonies de peuplement slaves était sans doute assez lâche se résumant à tenter de se rallier les bonnes grâces des élites slaves et de  les inciter à se joindre à l’administration byzantine. Et si la campagne militaire du général Staurakios en 782-784 eut pour effet de rétablir l’autorité byzantine sur le territoire à travers lequel il passa, allant de Thessalonique et se dirigeant vers le sud vers la Thessalie et le Péloponnèse, la plus grande partie des Balkans demeura sous domination slave.
Le troisième thème, celui de Macédoine, fut créé entre 790 et 802 et était centré sur Andrinople. L’ensemble du Péloponnèse devait revenir sous contrôle byzantin lors de la campagne lancé par Nicéphore Ier (r. 802-811) qui vit aussi la création du thème du Péloponnèse, ce qui coïncide avec ce qu’en dit la Chronique de Monemvasia qui stipule que les Slaves occupèrent la région de 587 à 805. De nouveaux thèmes furent créés au IXe siècle comprenant ceux de Thessalonique, de Dyrrachium du Strymon et de Nicopolis.
La création de ces thèmes devait faciliter la politique de transfert de population pratiquée par les empereurs. On a vu comment à partir de Nicéphore Ier, des populations slaves furent transférées en Anatolie comme stratiotes, colons servant aussi, lors de campagnes, de recrues militaires. En revanche de nombreux Grecs de Sicile et d’Asie mineure, ainsi que des non-Grecs comme les Arméniens, furent amenés à l’intérieur de la Grèce dans les mêmes buts, diluant ainsi la concentration slave. Enfin, la perte de divers territoires byzantins au cours des mêmes siècles, comme la Sicile, le sud de l’Italie et une partie de l’Asie mineure eut comme conséquence le rapatriement de leur population grecque dont certains groupes vinrent s’établir dans la région.
Avec la création de ces thèmes et les transferts de population, la culture et l’administration grecques se répandirent à l’intérieur du pays, de telle sorte qu’à la fin du IXe siècle, les populations slaves étaient acculturées, à l’exception peut-être de quelques tribus habitant des régions montagneuses éloignées comme les Mélinges et les Ézérites.
En Bulgarie voisine, les sclavinies cessèrent de se distinguer de leurs voisins au fur et à mesure que l’élément slave de la population commença à assimiler culturellement ses anciens vainqueurs. Lorsque le tsar Pierre Ier (r. 927-969) arriva au pouvoir un nombre sans cesse croissant de Slaves s’étaient élevés jusqu’aux plus hauts échelons et la classe des boyards était déjà presqu’entièrement constituée de chrétiens parlant slave; les éléments slaves et bulgares de la société s’étaient déjà amalgamés utilisant la langue slave pour façonner une nouvelle identité nationale. Après une première démonstration de force, immédiatement après son arrivée au pouvoir, Pierre Ier qui n’avait pas hérité du caractère belliqueux de son père se hâta de conclure la paix avec Constantinople. Les récentes conquêtes de la Bulgarie en Thrace furent remises à Byzance laquelle en retour reconnut le contrôle bulgare sur l’intérieur de la Macédoine. Durant cette période nombre de Slaves qui avaient jusque-là vécus en Bulgarie vinrent s’installer dans les régions dévastées par la guerre en Thrace et en Macédoine restée byzantine.

### Religion
La christianisation des populations slaves contribua largement à cette acculturation. On sait très peu de choses sur la religion des premiers Slaves bien que de nombreuses théories aient été échafaudées sur la base des quelques textes existant.
Procope nous dit qu’ils avaient un dieu supérieur, celui du tonnerre et maitre de l’Univers, généralement identifié au dieu Péroun des Rus’, auquel ils sacrifiaient des bœufs et autres victimes. Il dit également qu’ils rendaient un culte aux sources (signifiant probablement « près des » sources) et aux nymphes (présentes dans le folklore des Slaves du Sud jusqu’à aujourd’hui). Tout comme Péroun les autres dieux du panthéon avaient des fonctions liées à la vie quotidienne des gens (dieu des mers, des récoltes, des animaux); ils pouvaient aider ou nuire selon qu’on leur rendait ou non les hommages qui leur étaient dus selon des rites stricts.
L’établissement progressif de la souveraineté politique, administrative et militaire byzantine sur l’ensemble des Balkans s’accompagna d’un processus de conversion des tribus slaves au christianisme orthodoxe, surtout lorsque, après la période iconoclaste, le patriarche Photios fit de l’évangélisation des Slaves une de ses priorités afin d’assurer l’autorité du patriarcat de Constantinople  au détriment de celle de Rome sur les Slaves de l’Hellas (Grèce centrale), ceux de la Narenta (Bosnie-Herzégovine/Serbie/Monténégro)  et ceux de Dalmatie,,,. En Bulgarie où était jusque-là établi un clergé grec, prêchant en grec et utilisant des livres liturgiques grecs, des missionnaires slaves expulsés de Moravie en 886 furent accueillis avec joie par le tsar Boris cherchant à se libérer de l’influence byzantine. Le slavon (ancienne langue liturgique slave) remplaça progressivement le grec dans les offices liturgiques, spécialement là où existaient déjà d’importantes communautés slaves comme en Macédoine où un centre d’éducation, de traduction et de copie des textes religieux établi à Ohrid par saint Clément reçut pour tâche du tsar Boris la mission de former le futur clergé bulgare en vieux-slave.
Dès lors, les Slaves de l’Ouest et une partie des Slaves du Sud (les Croates, les Slovènes et les Dalmates), ayant embrassé le catholicisme romain, auront un destin politique distinct des autres Slaves (de l’Est ou du Sud) qui s’étaient tournés vers l’orthodoxie, division religieuse qui se doublait d'une division politique, puisque les Slaves de rite latin se définissaient par rapport au Saint-Empire romain germanique et ceux de l'Est par rapport à l'Empire byzantin.